# Usnea flammea
Usnea flammea är en lavart som beskrevs av Stirt. Usnea flammea ingår i släktet Usnea och familjen Parmeliaceae.   Inga underarter finns listade i Catalogue of Life.